# Viola da gamba
Viola da gamba [ˈvjɔːla da ˈɡamba], ou simplesmente gamba, é um cordófono tocado com arco e geralmente dotado de sete (viola francesa) ou seis cordas (viola inglesa, normalmente usada para estudo) afinadas por sucessão de duas quartas.
Tem indicadas no espelho as distâncias intervalares de semitom através do posicionamento  transversal de cordas de tripa (os chamados trastes). As dimensões disponíveis - e, consequentemente, as possibilidades de extensão melódica - do instrumento são inúmeras, indo desde a viola soprano (a menor) até o contrabaixo de viola (ou  violone), passando pela viola contralto, viola tenor e viola baixo (em ordem crescente tamanho). A viola da gamba mais usada como  instrumento solista é a viola baixo. 
Desenvolvida no século XV, foi usada principalmente durante a Renascença e o Barroco. A família da viola da gamba se relaciona e descende da vihuela, um instrumento de cordas pinçadas  da família dos alaúdes, semelhante ao violão. Alguma influência no seu desenvolvimento, pelo menos na maneira de tocar, deve-se  ao rabab mourisco.

## História

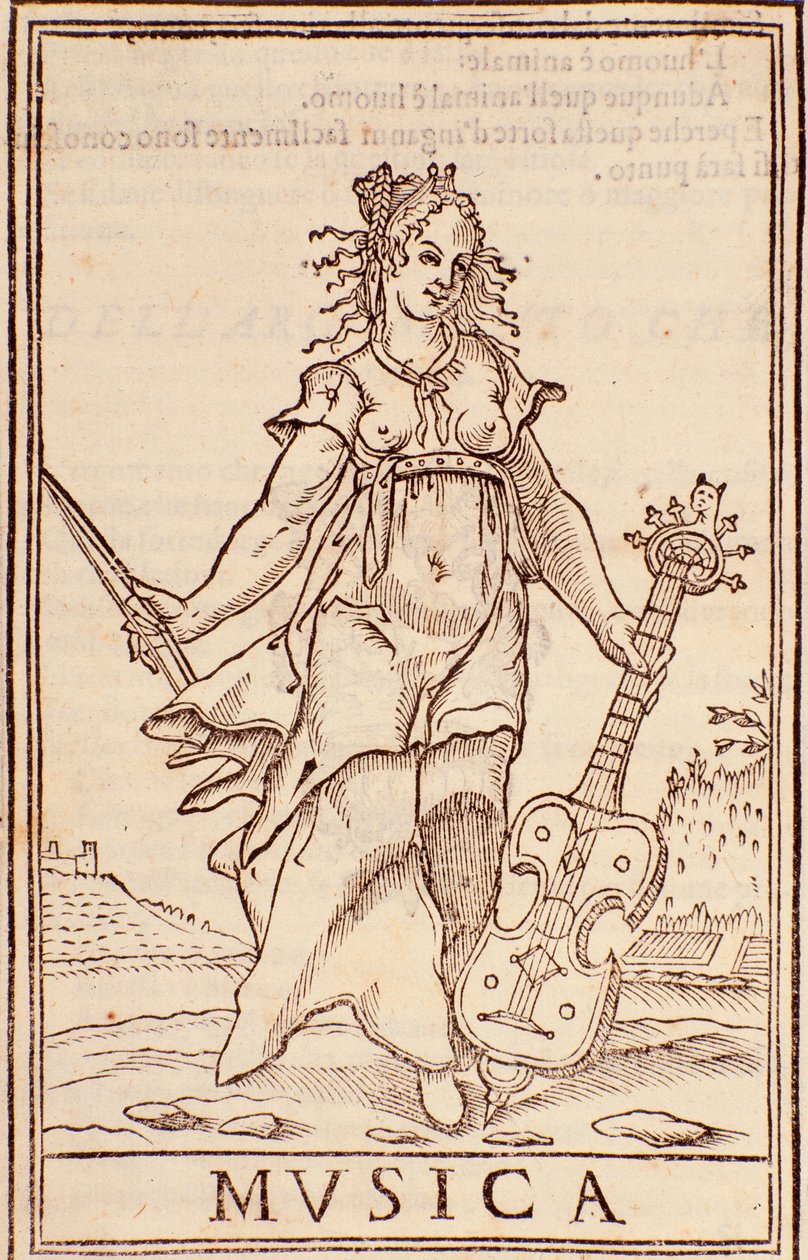
Xilogravura do século XVI de um modelo antigo de viola da gamba de seis cordas, confirmando e refletindo que a origem desse instrumento foi a vihuela.

Os Vihuelistas começaram a tocar com o arco seu instrumento plano na segunda metade do século XV. Em duas ou três décadas este evoluiu para um instrumento de cordas totalmente novo, tocado com o arco que retinha muito das características originais da vihuela, de cordas pinçadas: uma parte traseira plana,  cintura com concavidade acentuada, trastes, laterais finas e uma entonação idêntica – tanto que em castelhano é chamada de vihuela de arco. 
Devido a seu tamanho, comparativamente grande, este novo instrumento era segurado em pé, encostado no colo ou entre as pernas, semelhante à postura para tocar o violoncelo. Este costume originou o nome em italiano do instrumento viola da gamba, significando "viola de perna", o que também ajudou a diferenciá-lo de outro instrumento visualmente semelhante somente mais antigo e distantemente aparentado, da família do violino, que os italianos chamavam de viola da braccio (significando, literalmente, "viola de braço")

## Construção

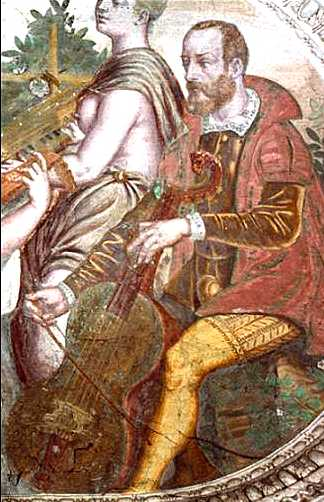
Detalhe de um afresco italiano, c.1560, pintado por Lattanzio Gambara, mostrando uma viola da gamba na forma de um violão e alguns dos costumes agradáveis da época. A cena completa do Concerto inclui: um alaúde, uma viola da gamba baixo, um virginal e uma flauta.

As violas da gamba têm o fundo plano e a frente entalhada, contrastando com os membros da família do violino que possuem tanto a frente como o fundo entalhados, com um ressalto de madeira no fundo onde o pescoço se liga ao corpo. A construção tradicional utiliza cola animal e as juntas internas são habitualmente reforçadas com pele de carneiro embebida em cola quente de animal.
O pescoço do instrumento era frequentemente decorado com cabeços entalhados como uma alternativa ao famoso rolo espiralado onde estão as cravelhas.
As violas da gamba têm normalmente seis cordas, embora a maioria dos instrumentos do século XVI tenham cinco ou quatro cordas. Eram,  e ainda são, encordoadas com baixa tensão, usando-se cordas fabricadas de tripa de animais, diferente das cordas de aço utilizada pelos membros da moderna família do violino. Cordas feitas de tripa produzem uma sonoridade bem diferente das cordas de aço, que geralmente é descrita como sendo uma sonoridade mais suave e mais doce. Por volta de 1660, cordas de cobre com alma de seda e de tripa começaram a se tornar disponíveis e então, passaram a ser utilizadas para produzir as tonalidades mais graves das violas da gamba e de muitos outros instrumentos de corda. 
Os trastos da viola da gamba são colocados de maneira similar aos do violão e da guitarra, antigos, isto é, por meio de trastos móveis, enrolados e amarrados. Uma sétima corda baixa foi supostamente acrescentada na França à viola da gamba baixo, por Monsieur de Sainte-Colombe (c. 1640-c. 1690), que contava entre seus estudantes o virtuose e compositor Marin Marais. A Pintura "Santa Cecília com um Angel" (1618), de Domenichino (1581-1641) mostra o que pode ter sido a sétima corda da viola da gamba.
Diferente dos membros da família do violino, que são afinados em quintas, as violas da gamba, usualmente, são afinadas em quartas, com uma terça maior no meio , copiando a afinação, no século XVI, da vihuela de mano e do alaúde e semelhante ao violão de seis cordas, moderno.
As violas foram construídas de modo bem semelhante às vihuelas de mano, a partir  de tábuas planas trabalhadas na curvatura desejada. Entretanto, algumas violas da gamba, tanto as mais antigas como as mais modernas, têm a cabeça entalhada, semelhante àquelas mais identificadas com os instrumentos da família do violino. 
As ilhargas (laterais), das antigas violas da gamba eram bastante rasas, refletindo mais de perto a construção de sua contraparte pinçada a vihuela. Durante o século XVI deu-se um aumento na largura das ilhargas até elas adquirirem o tamanho acentuado do padrão clássico do século XVII.
As antigas vihuelas e violas da gamba, tanto as tangidas como as pinçadas, eram acentuadamente cortadas na sua parte mediana (cintura), tendo um perfil similar ao do moderno violino. Este é fator chave e um aspeto novo, que apareceu primeiro em meados do século XV, e que a partir daí foi utilizado em diferentes tipos de instrumentos de corda. Este também é um aspecto fundamental para se ver e entender a conexão entre as versões pinçada e tangida das antigas vihuelas.
As primeiras violas da gamba tinham cavaletes planos, colados igual ao seu equivalente pinçado, as vihuelas. Pouco depois, a viola da gamba adotou um cavalete, mais largo, mais alto e mais arcado, que facilitava tanger individualmente as cordas. Também tinham as extremidades de seu traste niveladas com o casco, alinhadas com ou se apoiando sobre o topo ou a caixa acústica. Assim que as extremidades do traste foram elevadas acima do topo da tampa do instrumento, toda a parte de cima pode vibrar livremente. 
Repetindo, mais uma vez, o projeto de sua irmã pinçada, a vihuela, as antigas violas da gamba não possuíam almas de madeira entre o tampo e o fundo (en:Sound post). Esta redução no amortecimento significava mais um recurso para  que o instrumento vibrasse mais livremente, contribuindo para o seu som característico. Além do mais, a ausência das almas resultou num instrumento com voz mais tranqüila e mais suave.

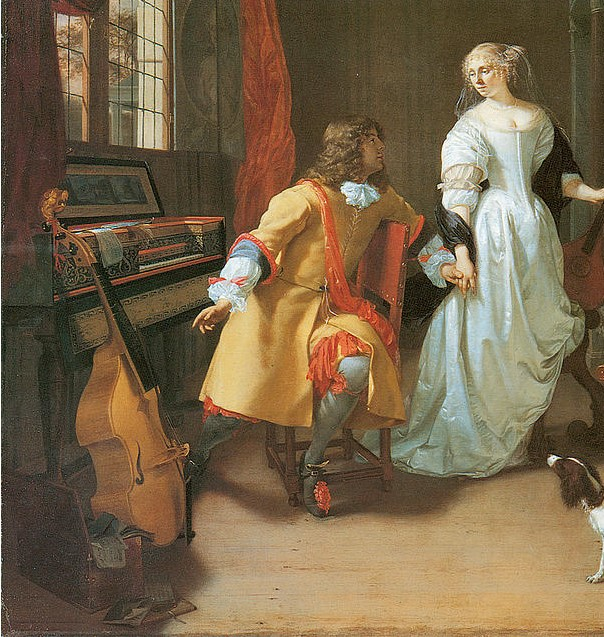
Detalhe de uma pintura de Jan Verkolje, c.1674, Casal Elegante (Um Interlúdio Musical). O tema se assemelha ao gênero clássico: Lição de Música e mostra uma viola da gamba baixo, uma espineta e um cistre(na mão da mulher, fora do detalhe mostrado). Ver a imagem completa). Esta imagem ilustra o tipo amador, doméstico de executantes da viola da gamba.

É crença comum que as aberturas em forma de C (um tipo e forma de abertura sonora aberta na face superior dos instrumentos de corda) são uma característica específico das violas da gamba que as distingue dos instrumentos da família do violino, os quais, por sua vez, têm aberturas em forma de F. Esta generalização, entretanto, não mostra o quadro completo. 
As antigas violas da gamba tinham, ou uma passagem sonora grande, arredondada (ou mesmo rosetas circulares) como as encontradas em alaúdes e vihuelas, ou tinham algum tipo de furos em forma de C.  Às vezes o instrumento tinha tantas quanto quatro pequenas aberturas em forma de C, colocadas nos quatro cantos da tampa mas, o mais comum, é ter apenas duas aberturas, colocadas nos cantos superiores, no centro ou nos cantos  inferiores da tampa. Nos primeiros anos de formação do instrumento, essas aberturas em forma de C eram colocadas de frente uma para a outra ou voltadas para dentro.
Entretanto, além das passagens em forma de C, e tão cedo quanto o primeiro quarto do século XVI, alguns construtores adotaram o uso de passagens em forma de S, também voltados para dentro. Por volta de meados do século XV, as aberturas em forma de S assumiram a forma de F que eram indiscriminadamente usadas pelas violas da gamba e pelos instrumentos membros da família do violino. Perto do fim do século XVI,  as aberturas em forma de C passaram a ser voltadas para fora. Esta configuração se tornou então o que hoje é chamado o padrão clássico do século XVII.
Outro estilo de abertura sonora encontrado em alguns modelos de violas da gamba são arabescos na forma de chama colocados à direita e à esquerda.
As passagens sonoras redondas, ovais ou em forma de roseta usadas no alaúde e na vihuela se tornaram padrão na Áustria e na Alemanha. 
Este aspecto, ou "identificador genético" é específico do instrumento, nos lembrando suas raízes mais antigas, as quais remontam à vihuela pinçada.  
Geralmente os historiadores, os construtores e os intérpretes distinguem entre as violas da gamba da Renascença e do Barroco. A última é de uma construção mais pesada e dispõe de barra harmônica e alma de madeira como os instrumentos de cordas modernos.

### Arcos da viola da gamba
O arco é segurado sob a mão (palma voltada para cima), semelhante ao modo alemão de segurar o arco do contrabaixo, mas distante do "talão", em direção ao ponto de equilíbrio. A haste geralmente é côncava, com, na época, o eram os arcos do violino, e não convexa, como os atuais. O "talão", que segura a crina e ajusta sua tensão, também difere dos utilizados nos arcos modernos: enquanto que o talão do violino tem uma peça corrediça, normalmente feita de madrepérola para segurar a crina, os arcos da viola da gamba têm um talão aberto, que confere à corda maior liberdade de movimento. Esta configuração é essencial para possibilitar a técnica tradicional de execução, na qual o intérprete controla a tensão na corda com um ou dois dedos da mão direita colocados entre a haste e a corda do arco para controlar durante a execução a articulação e a inflexão.

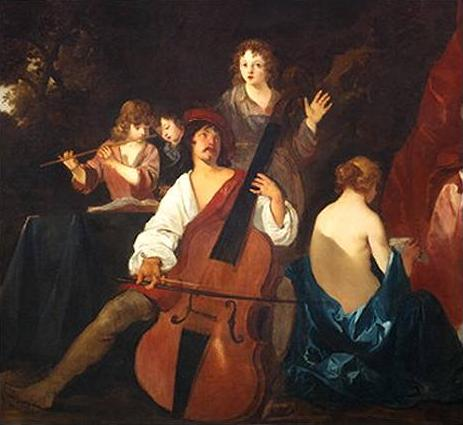
Violone. Pintura de Sir Peter Lely, c. 1640, pintor barroco inglês de origem holandesa. Observe o estilo italiano do instrumento, ombreiras quadradas e passagens de ar em forma de F, além de seu tamanho.

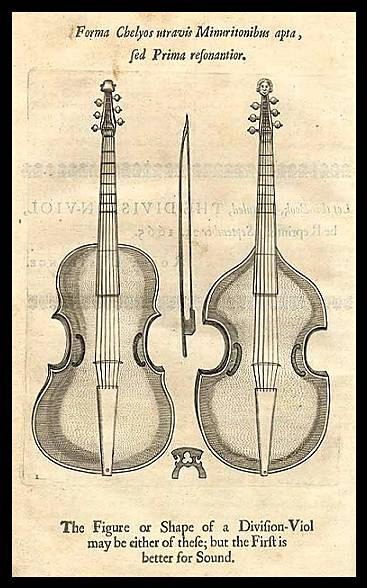
Ilustração do Livro de Christopher Simpson, The Division Violist, Inglaterra, edição de 1659-1667.

## Versões
A viola da gamba pode ter pelo menos seis modelos, de tamanhos diferentes:
- pardessus viole (que é relativamente raro);
- soprano;
- contralto;
- tenor;
- baixo;
- violone.

A viola da gamba soprano é quase do tamanho de um violino, mas com as costelas mais largas; a gamba-baixo é ligeiramente menor do que o violoncelo. Os ingleses fabricaram baixos menores, conhecidos como gamba-divisão e outro modelo menor ainda, a gamba-lira. Os baixos alemães eram maiores do que os instrumentos franceses designados para desempenhar o papel de contínuo. Dois instrumentos aparentados de perto com a gamba são o baritone e a viola d'amore embora esta última seja tocada sob o queixo.

## Afinação
A afinação padrão da viola da gamba é em quarta justa com uma terça maior no meio, como a afinação padrão do alaúde na Renascença. No caso das violas baixo, as notas são (iniciando com a mais grave) ré-sol-dó-mi-lá-ré, com um lá grave adicional para os instrumentos baixo, com sete cordas. A viola tenor é afinada em sol-dó-fá-lá-ré'-sol'. A viola soprano é afinada uma oitava acima da viola baixo.
Afinações alternativas, também chamadas scordatura, foram bastante empregadas, principalmente no estilo solo de tocar viola da gamba lira, que também fazia uso de muitas outras técnicas como, por exemplo, acordes e o pizzicato, que normalmente não são utilizados nas apresentações de conjunto (de música antiga). Um estilo pouco usual de pizzicato era conhecido como batida. A música para a viola da gamba lira foi escrita em tablatura. Há um vasto repertório para este instrumento, algumas obras de compositores bem conhecidos e muitas de compositores anônimos.
Muitas músicas para viola da gamba antecedem a adoção da afinação temperada pelos músicos. A natureza móvel dos trastes, possibilita que o instrumentista faça ajustes de temperamento do instrumento e alguns intérpretes e participantes de conjuntos de música adotam o temperamento mesotônico que, segundo a tradição, é o mais apropriado para a música da Renascença. Há vários esquemas de posicionamento em que os trastes são desigualmente espaçados para se obter acordes de "melhor sonoridade" num número limitado de tonalidades. Em alguns desses esquemas, as duas cordas na região do traste são separadas de tal maneira que o intérprete pode dedilhá-las de modo a fazê-las soar mais agudas ou mais planas, conforme o exigirem as circunstâncias.

## Tratados

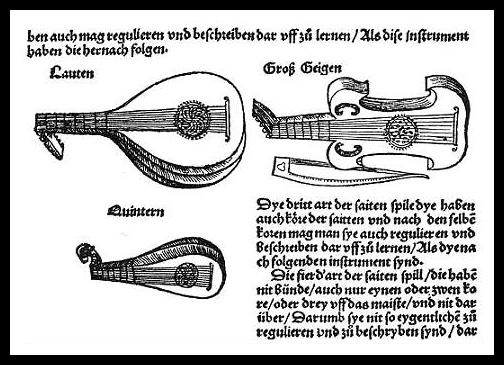
Ilustração do tratado Musica Getutsch de Sebastian Virdung's (German) 1511 ilustrando a família do alaúde — pinçado e a arco. Esta é a primeira ilustração impressa de uma viola da gamba que se tem conhecimento.

Descrições e ilustrações de violas da gamba podem ser encontradas em inúmeros tratados musicais do início do século XVI, incluindo os seguintes:
- Sebastian Virdung: Musica getutsch, 1511;
- Hans Judenkunig: Ain schone kunstliche Vunderwaisung, 1523;
- Martin Agricola: Musica instrumentalis deutsch, 1528;
- Hans Gerle: Musica Teusch (ou Teutsch), 1532.

Foram publicadas várias edições dos trabalhos de Agricola e de Gerle.
Havia na época, vários tratados importantes sobre a viola a gamba. O primeiro a surgir foi de Silvestro Ganassi: Regola Rubertina & Lettione Seconda (1542/3). Diego Ortiz publicado como Trattado de Glosas (Rome 1553), um livro importante sobre música para viola da gamba com exemplos de ornamentações e de obras chamadas de Recercadas.
Na Inglaterra, Christopher Simpson publicou o tratado mais importante sobre o assunto, cuja segunda edição, bilingue (inglês e latim), foi publicada em 1667. Possuía no final divisões (variações) que constituem excelentes peças de repertório. Um pouco mais tarde, na Inglaterra, Thomas Mace escreveu Musick's Monument que se refere mais ao alaúde, mas que também possui uma seção importante sobre a viola da gamba.
Depois disso, os tratados franceses de Rousseau (1687), Danoville (1687) e Loulie (1700) apresentam desenvolvimentos posteriores da técnica de execução.

## Popularidade

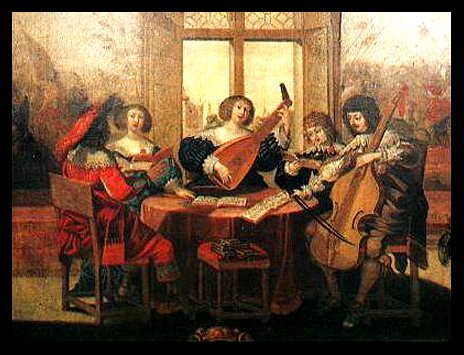
Pintura de Abraham Bosse, Sociedade Musical, França, c.1635. O tema do quadro representa músicos amadores tocando numa reunião social. Aparecem: alaúde, viola da gamba baixo, cantores e páginas de livros espalhadas sobre a mesa. O quadro também representa um tipo de conjunto dividido ainda que com uma instrumentação mínima.

Em termos de popularidade, a viola da gamba só ganha do alaúde, embora alguns possam questionar esta classificação, e, como o alaúde, era tocada por pessoas comuns, que atuavam como músicos amadores.  
Casas de pessoas importantes costumavam ter o que era chamado de cesto de violas da gamba, que podia conter um ou mais instrumentos de cada tamanho. Os conjuntos de viola da gamba, chamados consorts eram comuns nos séculos XVI e XVII, quando eram interpretadas canções em grupo ou verse anthem, um tipo de canção coral diferente dos motetos (chamados também de full anthen), e obras instrumentais. Apenas as gamba soprano, tenor e baixo eram integrantes regulares do conjunto (consort) de violas da gamba que, por sua vez, podia se compor de três a seis instrumentos. Esses conjuntos e a música composta para eles eram muito populares na Inglaterra, no período elizabetano, com compositores como  William Byrd, John Dowland e durante o reinado do Rei Charles I, por compositores como John Jenkins e William Lawes. As últimas músicas compostas para conjuntos de violas da gamba foram provavelmente as escritas no início dos anos 1680 por Henry Purcell.

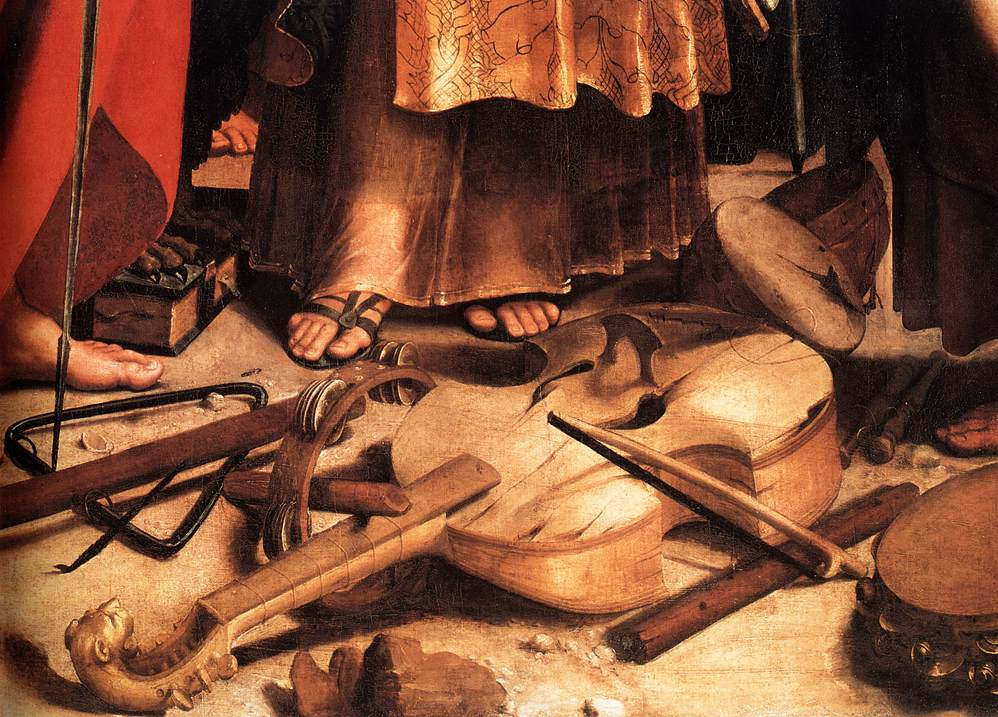
Antiga viola da gamba tenor, detalhe da pintura St. Cecilia, de Rafael Sanzio, c.1510.

Talvez ainda mais comuns do que os conjuntos compostos apenas por violas da gamba tenham sido os conjuntos divididos (broken consort). Os conjuntos divididos combinavam diferentes instrumentos, essencialmente eram uma pequena banda, usualmente composta por amadores eu tocavam em reuniões sociais e incluíam instrumentos como: uma gamba baixo, um alaúde ou orpharion (ver ilustração em en:orpharion), uma cítara, uma gamba soprano (ou violino, à medida que  o tempo foi passando), algumas vezes um instrumento de tecla (virginal. espineta ou cravo) e quaisquer outros instrumentos disponíveis no momento. O par mais simples e onipresente, qualquer fosse a formação do conjunto era sempre o alaúde e a gamba baixo. Por séculos foram o par inseparável.

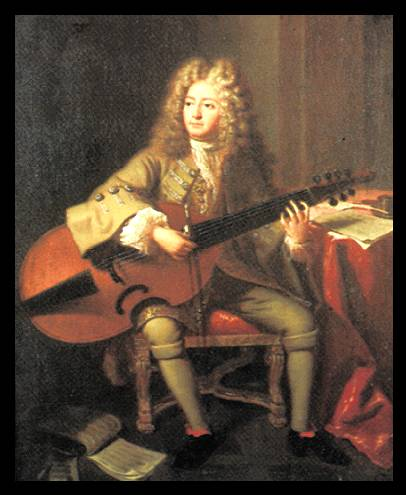
Retrato pintado por Andre Bouys, do compositor francês Marin Marais, mestre da viola da gamba, 1704.

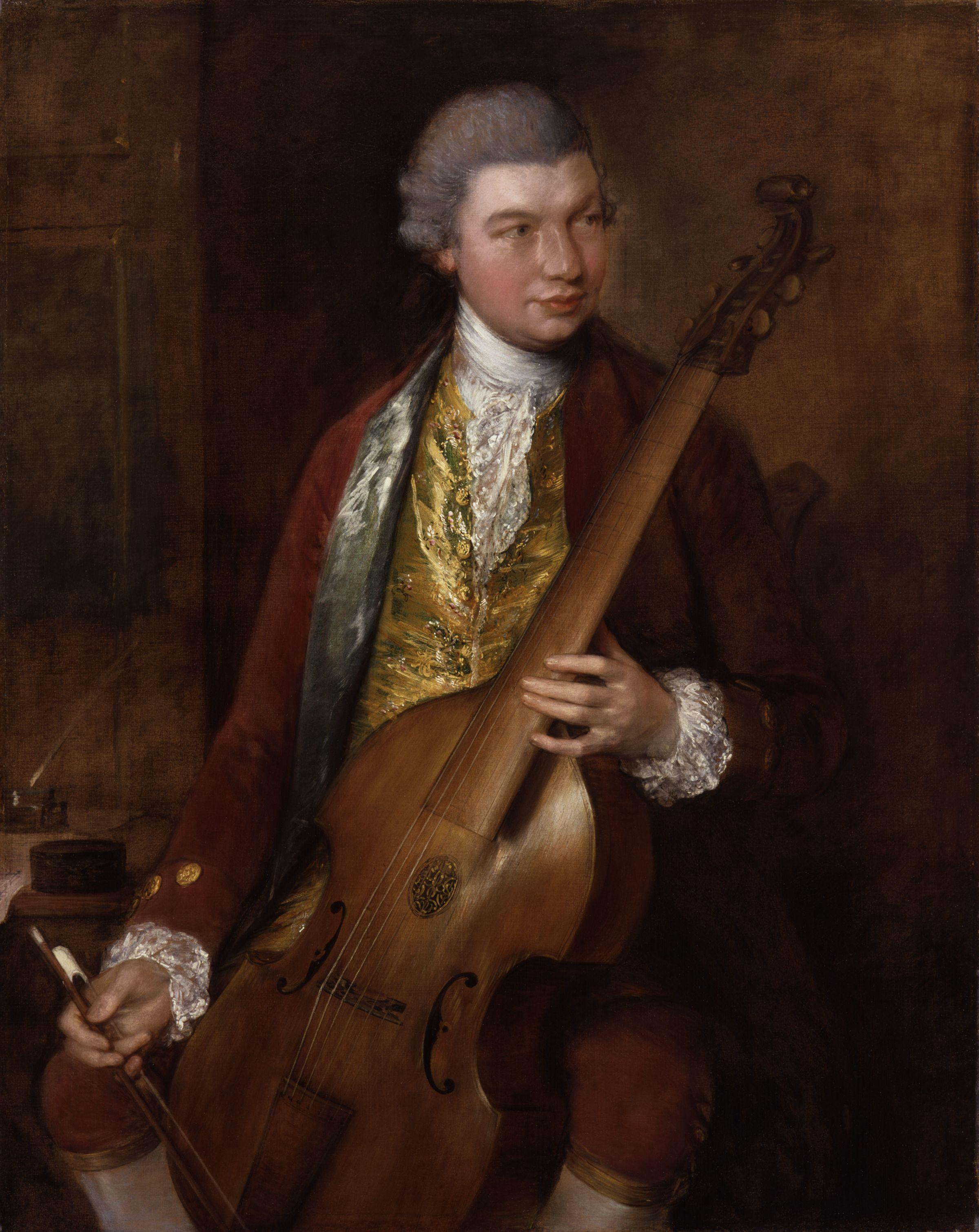
Retrato de Karl Friedrich Abel, posando com sua viola da gamba, compositor e mestre da viola da gamba, de origem alemã, mas que residiu na Inglaterra a maior parte de sua vida, pintado por Thomas Gainsborough, c. 1765.

A viola da gamba baixo continuou a ser usada no século XVIII como um instrumento solista e para complementar o cravo no baixo contínuo. Foi o instrumento favorito de Luís XIV e ficou associado à corte e à França (como o violino à Itália). Compositores como Marin Marais, Johann Sebastian Bach, Antoine Forqueray, e Karl Friedrich Abel escreveram músicas complexas para virtuosos do instrumento. Entretanto, as violas da gamba foram caindo no desuso à medida que as salas de concerto ficaram maiores e a tonalidade mais alta e mais penetrante dos instrumentos da família do violino se tornou mais popular. Nos últimos cem anos, mais ou menos, a viola da gamba e seu repertório foram revividos pelos entusiastas de música barroca e de música renascentista, um de seus primeiros entusiastas tendo sido Arnold Dolmetsch.

## A viola da gamba hoje
Hoje, a viola da gamba atrai cada vez mais o interesse do público, especialmente dos músicos amadores. Isso talvez aconteça devido ao aumento da disponibilidade de instrumentos a preços razoáveis construídos por fabricantes que utilizam técnicas mais automatizadas de produção, bem como devido à maior facilidade de acesso a partituras com músicas para o instrumento. Além disso, a viola da gamba é tida como o instrumento ideal para alunos adultos; Percy Scholes escreveu que o repertório da viola da gamba "pertence a uma era em que a musicalidade era mais importante do que o virtuosismo".
Existem, atualmente, muitas associações para pessoas com interesse na viola da gamba. A primeira (na Europa) foi a The Viola da Gamba Society, criada no Reino Unido em 1948 mas com sócios de todo o mundo. Desde então sociedades semelhantes foram criadas em vários outros países.
Um museu de instrumentos musicais históricos foi criado pelo prof. José Vázquez da Universidade de Viena, com o objetivo de ser um centro de reavivamento desses instrumentos. Mais de 100 instrumentos, incluindo 50 violas da gamba em perfeitas condições, são de propriedade deste novo conceito de museu: en:Orpheon - Museum of Historical Instruments. Todos os instrumentos deste museu podem ser vistos em exposições temporárias  e são tocados pelos membros da Orquestra Barroca Orpheon, do  Orpheon consort ou por por músicos que os recebem como empréstimo permanente. São copiados por fabricantes de violino, contribuindo para a difusão do conhecimento geral da viola da gamba que se possui hoje, suas formas e as diferentes técnicas utilizadas na sua fabricação.
O filme de 1991 Tous les matins du monde de Alain Corneau, baseado na vida de Monsieur de Sainte-Colombe e Marin Marais, revelou para novas audiências a música desses compositores para viola da gamba. A trilha sonora do filme inclui interpretações de Jordi Savall, talvez o gambista atual mais conhecido. 

### Novas composições para viola da gamba
Vários compositores contemporâneos têm escrito para viola da gamba e vários conjuntos e solistas têm comissionado novas músicas para viola da gamba. O grupo Fretwork tem sido um dos grupos mais ativos neste  respeito comissionando George Benjamin, Michael Nyman, Elvis Costello, Sir John Tavener, Orlando Gough, John Woolrich, Tan Dun, Alexander Goehr, Fabrice Fitch, Andrew Keeling, Thea Musgrave, Sally Beamish, Peter Sculthorpe, Gavin Bryars, Barrington Pheloung, Simon Bainbridge, Duncan Druce, Poul Ruders, Ivan Moody, e Barry Guy; muitas das obras desses compositores podem ser escutadas no CD gravado pelo Fretwork em 1997, Sit Fast.  
O Yukimi Kambe Viol Consort comissionou e gravou muitas obras de David Loeb, e o New York Consort of Viols comissionou Bülent Arel, David Loeb, Daniel Pinkham, Tison Street, Frank Russo, Seymour Barab, William Presser e Will Ayton, muitas das obras desses compositores aparecendo no CD de 1993 Illicita Cosa, gravado pelo grupo.  
Outros compositores modernos para viola da gamba incluem Moondog, Kevin Volans, Roy Whelden, Toyohiko Satoh, Mark Moya, Giorgio Pacchioni e Michael Starke.

### Violas da gamba elétricas
No início deste século XXI, a Ruby Gamba, uma viola da gamba elétrica de sete cordas foi desenvolvida pela Ruby Instruments de Arnhem, Holanda.
Outra versão moderna da viola da gamba é a Viola da gamba-guitarra TogaMan que é, essencialmente uma viola da gamba tenor. Sua afinação é a mesma do violão enquanto que a da Ruby Gamba é de orientação mais tradicionalista.

## Nomes semelhantes
Eventualmente a viola da gamba é confundida com a viola, o contralto da moderna família do violino e um componente padrão da orquestra sinfônica e do quarteto de cordas. O instrumento atual surgiu e foi nomeado muito depois das violas italianas do século XV. A antiga família italiana da viola incluía a viola da mano e a viola da gamba — ambas sendo as guitarras pinçada e de arco, respectivamente.  Os nomes viola (Itália) e vihuela (Espanha)  eram sinônimos e usados de maneira intercambiável. Desse modo, vihuela e viola identificam o instrumento pinçado, semelhante a um violão, atualmente chamado simplesmente de vihuela. Viola da gamba, viola cum arculo e vihuela de arco são alguns dos nomes alternativos das violas da gamba. Ambos os nomes, vihuela e viola da gamba eram originalmente utilizados de maneira genérica, incluindo-se sob este título, também, os antigos violinos (viola da braccio).
É bastante comum e justificável que os modernos intérpretes de viola da gamba chamem os seus instrumentos de violas e, semelhantemente, chamem a si mesmos de violistas (embora parece ter-se padronizado no Brasil o nome gambista, para o intérprete da viola da gamba).
Foi uma decisão infeliz, a de se apropriar do nome viola para aplicá-lo ao violino contralto, o que é mais uma razão para a confusão que existe hoje. Outros nomes para as violas da gamba são: viole ou violle (francês).  Em inglês do período elizabetano, a palavra gambo, para gamba, aparece de muitas maneiras, por exemplo: viola de gambo, gambo violi, viol de gambo ou viole de gambo, empregado por notáveis como Tobias Hume, John Dowland, e William Shakespeare em Noite de Reis.

### Conjuntos (consorts) e solistas
- Fretwork
- Musicke&Mirth
- Augustin, Kristina Mais uma vez em defesa da viola da gamba: tradução e comentários à obra 'Defense de la basse de viole contre les entreprises du violon et les pretensions du violoncel', Hubert le Blanc, Amsterdã 1740. Unicamp, 2001.
- Myrna Herzog